# Noel Fisher
Noel Roeim Fisher (Vancouver, Colúmbia Britànica, Canadà, 13 de març de 1984), més conegut com a Noel Fisher, és un actor de cinema i televisió conegut pel seu paper com a Mickey Milkovich a la sèrie estatunidenca emesa per Showtime, Shameless. En el cinema podríem destacar la seva aparició The Twilight Saga: Breaking Down - Part 2 representant a un vampir de 1500 anys anomenat Vladimir; i el paper de Michelangelo a la pel·lícula Tortugues Ninja, on es va encarregar de la veu i del moviment d'aquesta tortuga.

## Biografia
Fisher va néixer a Vancouver. Durant la seva joventut va estudiar piano durant 8 anys, del que "se'n va enamorar". També va estar fent judo fins a arribar a cinturó groc. No només va estar anant a classes de judo, sinó que també va fer classes de kickboxing, Taekwondo, i XMA (Xtreme Martial Arts). Tot i això també mostra interès pel boxe, ciclisme, córrer, l'snowboard i l'esquí i toca la guitarra, la bateria, l'harmònica, l'ukelele i el teclat.
L'any 1999, amb 14 anys, va iniciar la seva carrera com a actor a la pel·lícula The Sheldon Kennedy Story amb el paper d'en Sheldon Kennedy de petit. Més endavant va aparèixer en els films 2gether, Max Keeble, pel·lícules Disney.
El seu paper més conegut actualment és Mickey Milkovich, un jove agressiu i violent amb un paper secundari molt important a la sèrie Shameless. D'altra banda ha rebut molts elogis per interpretar a aquest personatge que és obertament gai, parella d'Ian Gallagher (Cameron Monaghan). És per això que en múltiples entrevistes s'ha posat en dubte la seva orientació sexual, tanmateix Fisher ha respost a la polèmica, com a tal, "Jo no miro a Mickey com un personatge gai. El miro com una persona, que resulta ser gai. Crec que és estrany com nosaltres, com a societat, intentem posar la comunitat LGBT en una caixa, quan en realitat, són només persones. Ells tenen les mateixes complexitats com tu i jo. Així és com em miro Mickey, com una persona complexa ".
Al llarg de la seva carrera professional ha estat nominat a dos premis gemini.
Des de l'agost de 2014 està promès amb l'actriu afganesa Layla Alizada

## Filmografia
Les seves pel·lícules més destacades són:

### Cinema
| Any  | Pel·lícula                                       | Paper                               |
| ---- | ------------------------------------------------ | ----------------------------------- |
| 1999 | The Sheldon Kenney Story                         | Young Sheldon Kennedy               |
| 2000 | 2gether                                          | Skate Part #1                       |
| 2001 | Valentine                                        | Tulga Gang Member #1                |
| 2001 | Freddy Got Fingered                              | Pimply Manager                      |
| 2001 | Max Keeble                                       | Troy McGinty                        |
| 2003 | Final Destination 2                              | Brian Gibbons                       |
| 2003 | Superagent Cody Banks (Agent Cody Banks)         | Fenster                             |
| 2006 | Pope Dreams                                      | Pete                                |
| 2007 | After Sex                                        | Jay                                 |
| 2008 | Red                                              | Danny McCormack                     |
| 2009 | A Dog Named Christmas                            | Todd McCray                         |
| 2011 | Battle: Los Angeles                              | Pfc. Shaun Lenihan                  |
| 2012 | The Twilight Saga: Breaking Dawn – Part 2        | Vladimir                            |
| 2014 | Teenage Mutant Ninja Turtles                     | Michelangelo (Veu i Motion Capture) |
| 2015 | Batman Unlimited: Monster Mayhem                 | Gogo Shoto (Veu)                    |
| 2016 | Teenage Mutant Ninja Turtles: Out of the Shadows | Michelangelo (Veu i Motion Capture) |

### Televisió
| Any              | Títol                             | Paper                       | Notes                                       |
| ---------------- | --------------------------------- | --------------------------- | ------------------------------------------- |
| 2000-2001        | You, Me and the Kids              | Aaron                       | 10 Episodis                                 |
| 2000-2003        | X-Men: Evolution                  | Toad / Todd Tolensky        | 26 Episodis (Veu)                           |
| 2001             | Andromeda                         | Breyon                      | Episodi "Music of a Distant Drum"           |
| 2001             | The Outer Limits                  | Brae                        | Episodi "Lion's Den"                        |
| 2001-2002        | Sk8                               | Alex                        | 13 Episodis                                 |
| 2002             | Glory Days                        | Robbie McNiel               | Episodi "The Devil Made Me Do It"           |
| 2002             | I Was a Teenage Faust             | Tom                         | (Pel·lícula de Televisió)                   |
| 2002             | Killer Bees!                      | Dylan Harris                | (Pel·lícula de Televisió)                   |
| 2002-2003        | Hamtaro                           | Stan                        | 104 Episodis (Veu)                          |
| 2004             | Two and a Half Men                | Freddie                     | Episodi "Camel Filters and Pheromones"      |
| 2004             | Cold Case                         | Jerry Kasher                | S1 E22 "The Plan"                           |
| 2004             | Huff                              | Sam Johnson                 | 3 Episodis                                  |
| 2005-2006        | Godiva's                          | TJ                          | 19 Episodis                                 |
| 2006             | Medium                            | Brian / Jessie Andrews      | S2 E15 "Sweet Child O' Mine"                |
| 2007-2008        | The Riches                        | Cael Malloy                 | 20 Episodis                                 |
| 2008             | Life                              | John Armstrong              | S2 E1 "Find Your Happy Place"               |
| 2008             | Law & Order: Criminal Intent      | Milo                        | S7 E16 "Reunion"                            |
| 2008             | The Mentalist                     | Travis Tennant              | S1 E7 "Seeing Red"                          |
| 2009             | Bones                             | Teddy Parker                | S4 E14 "The Hero in the Hold"               |
| 2009             | Law & Order: Special Victims Unit | CSU Tech Dale Stuckey       | 4 Episodis                                  |
| 2010             | The Pacific                       | Pvt. Hamm                   | Episodi 9 "Okinawa" (Mini-sèrie TV)         |
| 2010             | Terriers                          | Adam Fisher / Amnesiac      | S1 E7 "Missing Persons"                     |
| 2010             | Lie to Me                         | Brian                       | S3 E5 "The Canary's Song"                   |
| 2011             | Criminal Minds: Suspect Behavior  | Jason Wheeler               | S1 E4                                       |
| 2011– actualitat | Shameless                         | Mickey Milkovich            | Regularment (2011-2015); Convidat (Present) |
| 2012             | Hatfields & McCoys                | Ellison 'Cotton Top' Mounts | 3 Episodis (Mini-sèrie TV)                  |
| 2012             | The Booth at the End              | Dillon                      | 5 Episodis                                  |

## Premis
L'any 2000 va ser nominat al Premi Gemini a la millor actuació d'un actor secundari en un programa dramàtic o minisèrie.
L'any 2005 va ser nominat al Premi Gemini a la millor actuació d'un actor secundari en una sèrie dramàtica.